# Yrkesmördare
En yrkesmördare (engelska hitman) är en person som mot betalning utför mord på personer. Den som anlitar en yrkesmördare gör sig i Sverige skyldig till brottet stämpling till mord. 

## Inkorrekta synonymer
Ibland kallas yrkesmördare för seriemördare vilket är en inkorrekt synonym. En seriemördare mördar på eget bevåg medan en yrkesmördare mördar på begäran för lön.  
Legoknekt är även en vanlig felaktig synonym. Det är sant att både yrkesmördare och legoknektar "dödar" mot betalning men de verkar i olika banor. En yrkesmördare verkar i ett civilt samhälle och arbetar olagligt medan en legoknekt försörjer sig på deltagande i väpnad konflikt, vilket är lagligt inom vissa ramar enligt Genèvekonventionen.

## Förekomst
I Sverige är det ovanligt att hyra en yrkesmördare (klassiskt benämnd torped) och det är ännu ovanligare att ha beställningsmord som försörjning. Detta beror på att Sverige har en relativt låg grad av organiserad brottslighet. I vissa andra kulturer i världen, som har högre grad av organiserad brottslighet än Sverige, är kontraktsmord vanligare - men även där är det mycket ovanligt att försörja sig på just mord. Snarare är mord bara en del av jobbet inom organiserad brottslighet. 

## Fiktion som fokuserar på yrkesmördare
Yrkesmördare förekommer inte sällan i filmer och annan litteratur som skildrar maffia och grov kriminalitet. Exempel på filmer är Léon (1994), Schakalen (1997), Collateral (2004) och Bangkok Dangerous (2008). Ett exempel inom datorspel är Hitman.